# مارک لایس
مارک لایس (انگلیسی: Marc Lais؛ زادهٔ ۴ فوریهٔ ۱۹۹۱) بازیکن فوتبال اهل آلمان است.
از باشگاه‌هایی که در آن بازی کرده‌است می‌توان به باشگاه فوتبال یان رگنسبورگ، باشگاه فوتبال فرایبورگ، باشگاه فوتبال وهن ویسبادن، باشگاه فوتبال اس‌وی زاندهاوزن، و باشگاه فوتبال کمنیتس اشاره کرد.